# Wüstenbrand
Wüstenbrand ist ein Ortsteil der Großen Kreisstadt Hohenstein-Ernstthal im Landkreis Zwickau in Sachsen. Er wurde am 1. Januar 1999 eingemeindet.

## Geographie

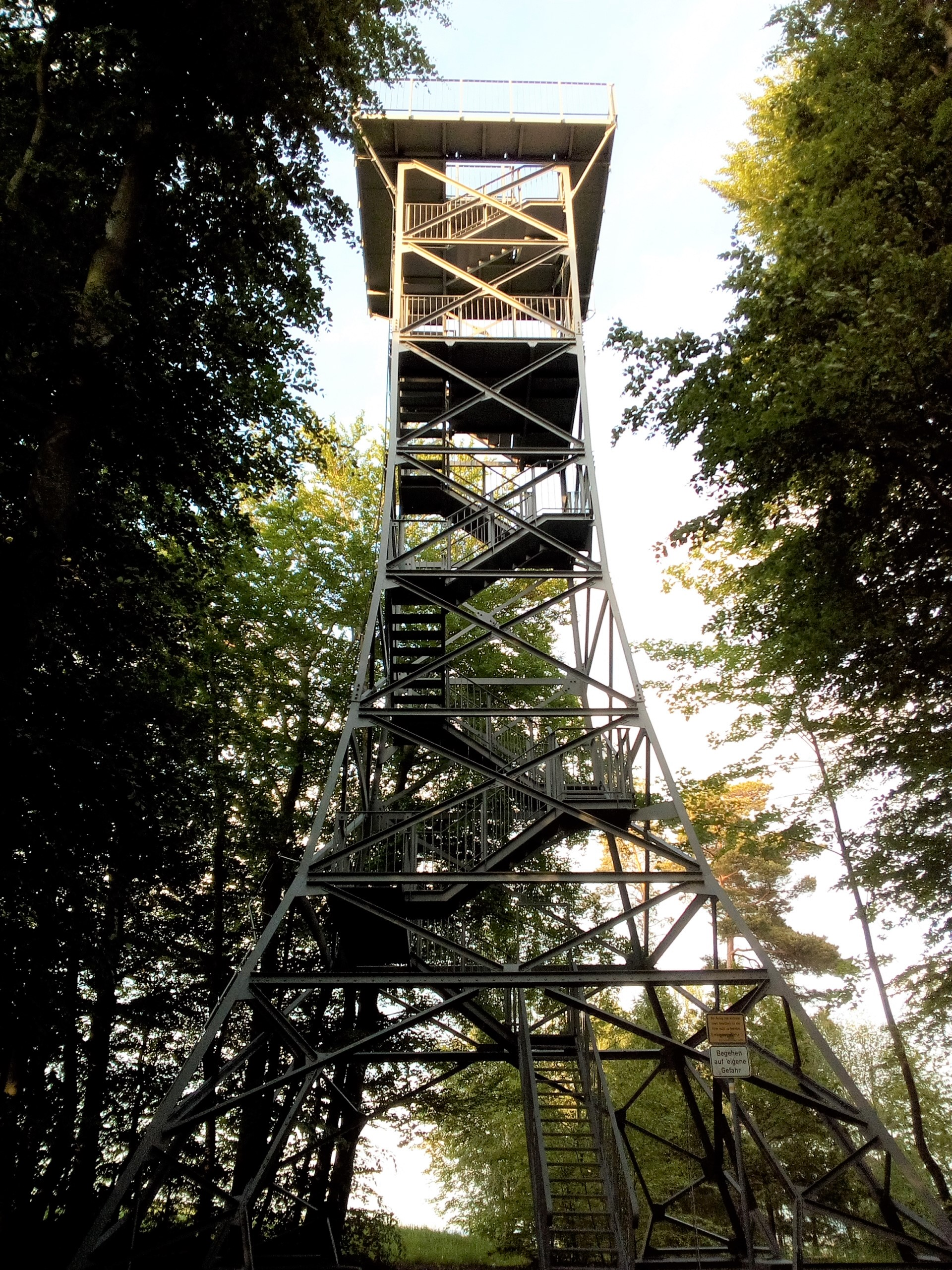
Heidelbergturm Wüstenbrand

### Geographische Lage
Wüstenbrand befindet sich östlich von Hohenstein-Ernstthal am „Rabensteiner Höhenzug“, der den Nordrand des Erzgebirgsbeckens vom Südrand des Mittelsächsischen Lößlehm-Hügellandes trennt. Nordwestlich von Wüstenbrand befindet sich das Landschaftsschutzgebiet „Pfaffenberg–Oberwald“ mit der Langenberger Höhe (484 m ü. NHN), nordöstlich des Orts liegt der Rabensteiner Wald mit dem Totenstein (483 m ü. NHN). Höchste Erhebung des Orts ist der Heidelberg (450 m ü. NHN) mit seinem Aussichtsturm.

### Nachbarorte
|           | Grüna                                       |       |
| Ernstthal | Kompassrose, die auf Nachbargemeinden zeigt | Grüna |
|           | Oberlungwitz                                |       |

## Geschichte

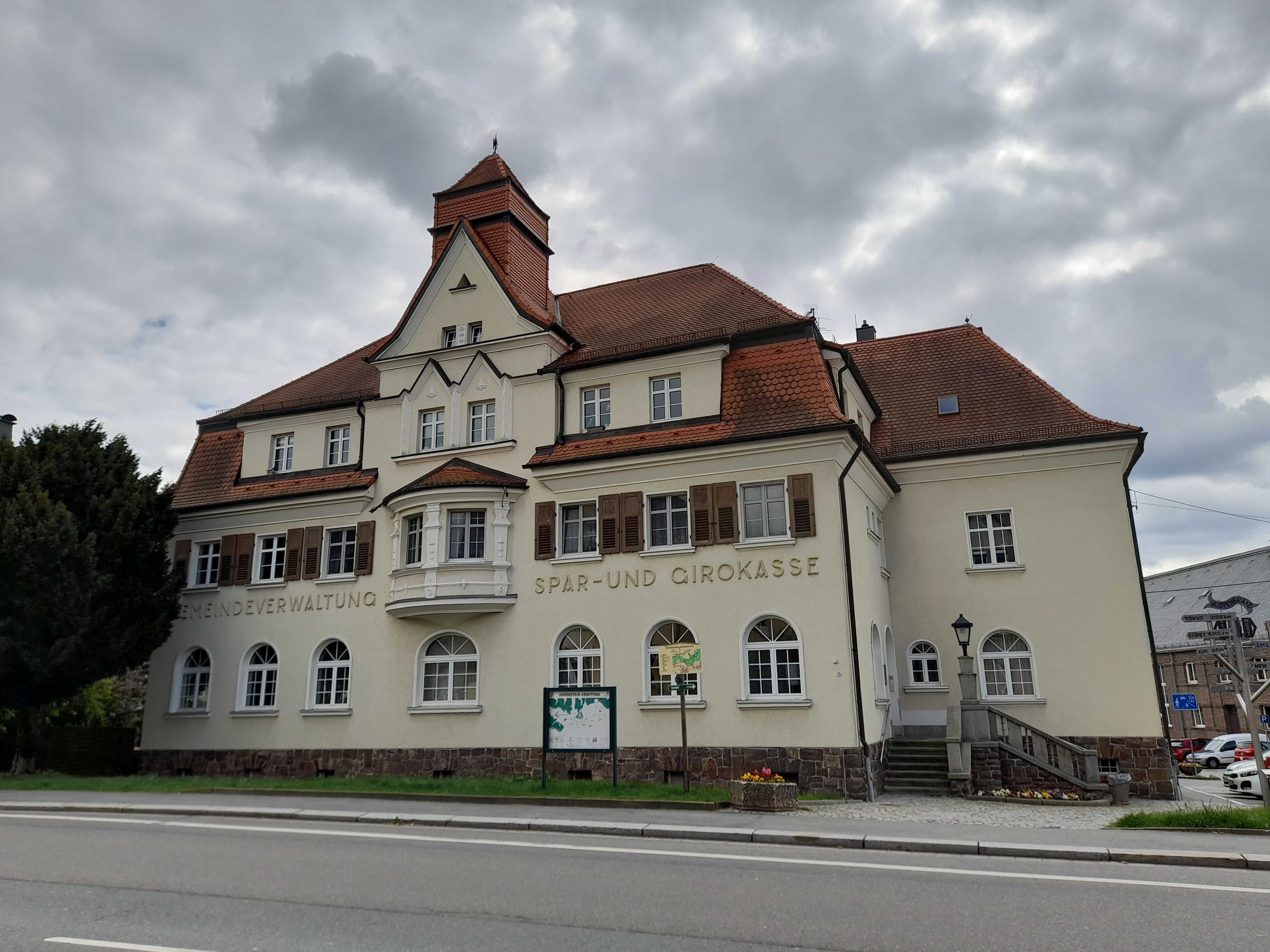
Rathaus Wüstenbrand

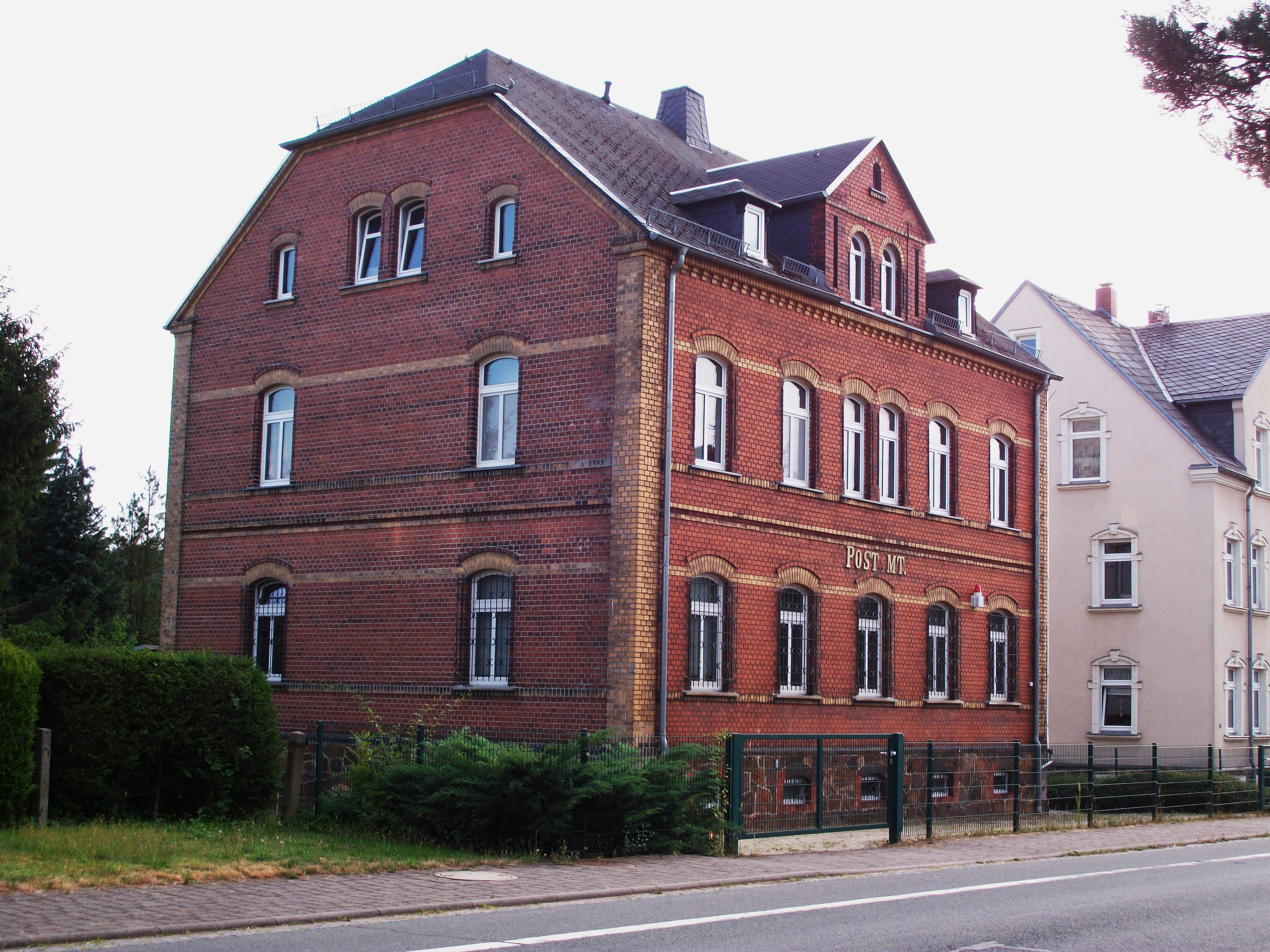
Ehemaliges Postamt Wüstenbrand

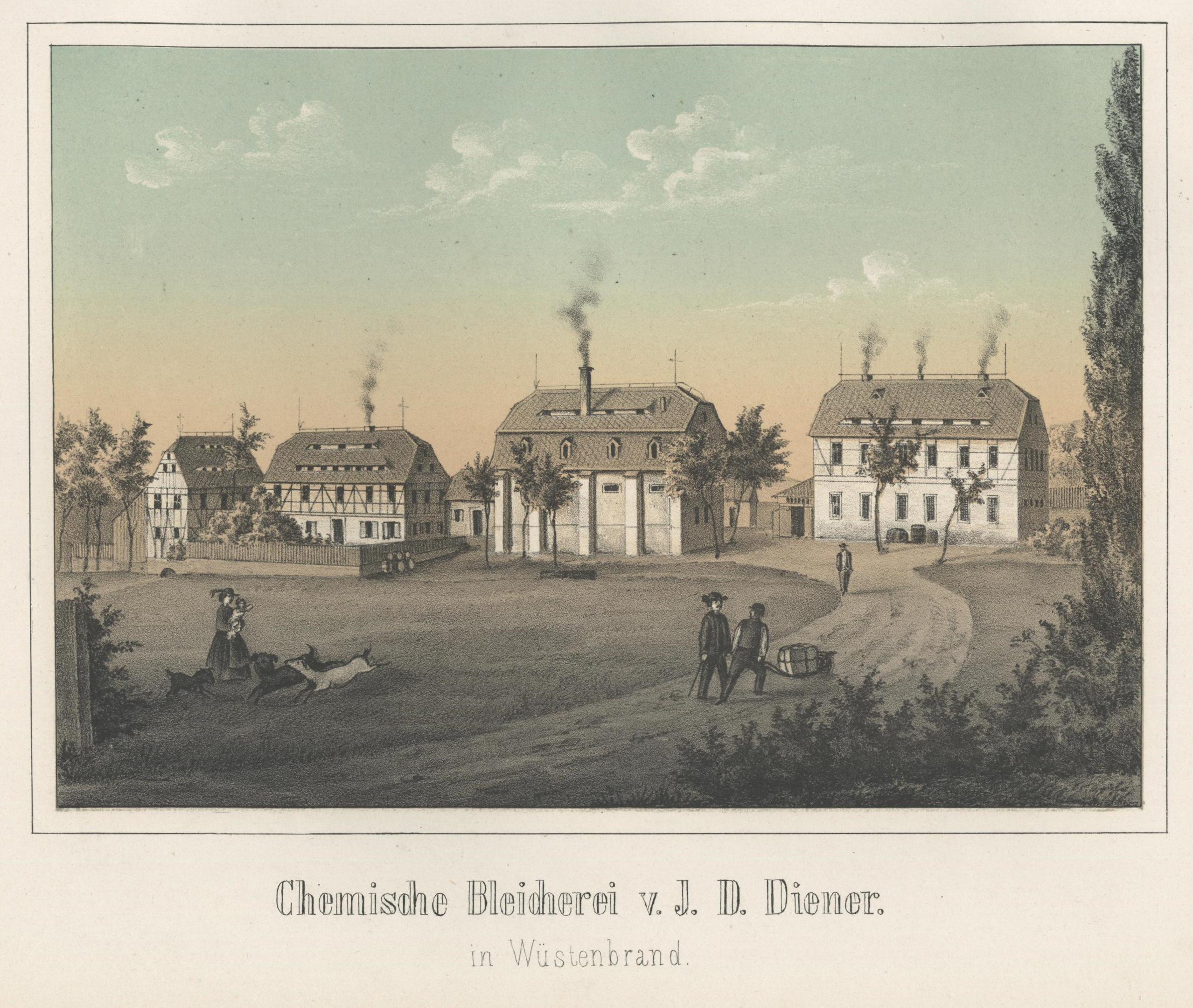
Chemische Bleicherei von J. D. Diener in Wüstenbrand (1856)

Die Geschichte von Wüstenbrand geht laut Schumann’schem Lexikon (1826) bis ins Jahr 1148 zurück. In diesem Jahr hatten einige Siedler, gemeinsam mit Hugo von Wartha, die Idee, die Rodung durch einen Brand zu beschleunigen, der sich talwärts ausbreitete. Die Siedler nannten ihre Siedlung „Zum Brande“. Die erzielten Ernten waren sehr unterschiedlich: Östlich gab es gute Ernten, deshalb Reichenbrand; am Wiesenbach die sogenannte „Grüne Aue“ (Grüna) mit mittleren Erträgen; im westlichen Teil auf steinigem Bergboden karge Ernten. Vermutlich stammt der Ortsname von der alten Siedlung „zum Brande“, die wegen der dort „wüste“ gelegenen Güter den Namen „Wüstenbrand“ erhielt. Die erste urkundliche Erwähnung des Orts erfolgte 1346. Im Jahr 1460 wurde der Ort als Wustenbranth genannt.
Somit ist Wüstenbrand älter als Hohenstein und Ernstthal. Der Ort gehörte im Gegensatz zu den beiden Städten auch nicht zu den Schönburgischen Herrschaften, sondern bis 1375 zur reichsunmittelbaren Herrschaft Rabenstein. Danach verkauften ihn die Edlen von Waldenburg an das Benediktinerkloster Chemnitz. Mit der Reformation endete diese Abhängigkeit im Jahre 1540 und Wüstenbrand kam als Amtsdorf zum neu gebildeten wettinischen Amt Chemnitz. Im Jahr 1583 erhielt der Ort das Salz- und Braurecht sowie das Back- und Schlachtrecht. Das Handwerk entwickelte sich in der Region um 1750. Zum wichtigen Erwerbszweig neben der Leineweberei und Bleicherei entwickelte sich um 1728 die Strumpfwirkerei. Wüstenbrand gehörte bis 1856 zum kursächsischen bzw. königlich-sächsischen Amt Chemnitz. 1856 kam der Ort zum Gerichtsamt Limbach und 1875 zur Amtshauptmannschaft Chemnitz. Um 1830 war aus Wüstenbrand ein ansehnliches, wohlhabendes und wohlgebautes Fabrik- und Kirchdorf geworden. Mit der Eröffnung des Abschnitts Chemnitz–Zwickau der Bahnstrecke Dresden–Werdau wurde im Jahr 1858 der Bahnhof Wüstenbrand für den Verkehr freigegeben. Gleichzeitig wurde die Kohlenbahn nach Lugau eröffnet, die später bis Neuoelsnitz verlängert wurde und bis 2003 in Betrieb war. Zwischen 1897 und 1951 gab es zusätzlich die Bahnstrecke Limbach–Wüstenbrand, deren Reststück zwischen der Abzweigstelle Schützenhaus und Wüstenbrand, später der Bahnstrecke Chemnitz–Obergrüna, bis zu deren Stilllegung im Jahr 2004, zugeordnet war. Im Wüstenbrander Bahnhof eröffnete im Jahr 1867 eine Postexpedition, die 1878 zu einer Postagentur erhoben wurde. Seit dem 1. Oktober 1891 besaß Wüstenbrand ein selbstständiges Postamt in der Bahnhofstraße. Um die Wende zum 20. Jahrhundert existierten Planungen, aufgrund des stark eisenhaltigen Wassers der örtlichen Quellen einen reinen Villenort mit Kurcharakter zu bauen. Dazu sollte auf jede weitere Industrieansiedlung verzichtet werden. Letztendlich wurde aus den Bestrebungen jedoch keine Realität.
Durch die zweite Kreisreform in der DDR kam Wüstenbrand im Jahr 1952 zum Kreis Hohenstein-Ernstthal im Bezirk Chemnitz (1953 in Bezirk Karl-Marx-Stadt umbenannt), der ab 1990 als sächsischer Landkreis Hohenstein-Ernstthal fortgeführt wurde und 1994 im Landkreis Chemnitzer Land bzw. 2008 im Landkreis Zwickau aufging. Infolge der Gemeindegebietsreform wurde der bis dahin selbstständige Ort am 1. Januar 1999 nach Hohenstein-Ernstthal eingemeindet.

## Sehenswürdigkeiten
- Der Heidelbergturm ist ein 20 m hoher Aussichtsturm, der 1991 auf der höchsten Erhebung des Ortes, dem 450,1 m ü. NHN[7] hohen Heidelberg errichtet wurde.[8] Bereits in früherer Zeit existierte auf dem Berg ein Turm, der 1923 jedoch abgerissen werden musste. Auf dem Berg findet jährlich das Heidelbergfest statt.
- Dorfkirche Wüstenbrand, erbaut in den Jahren 1850/51
- Mausoleum, erbaut 1928

## Verkehr und Infrastruktur

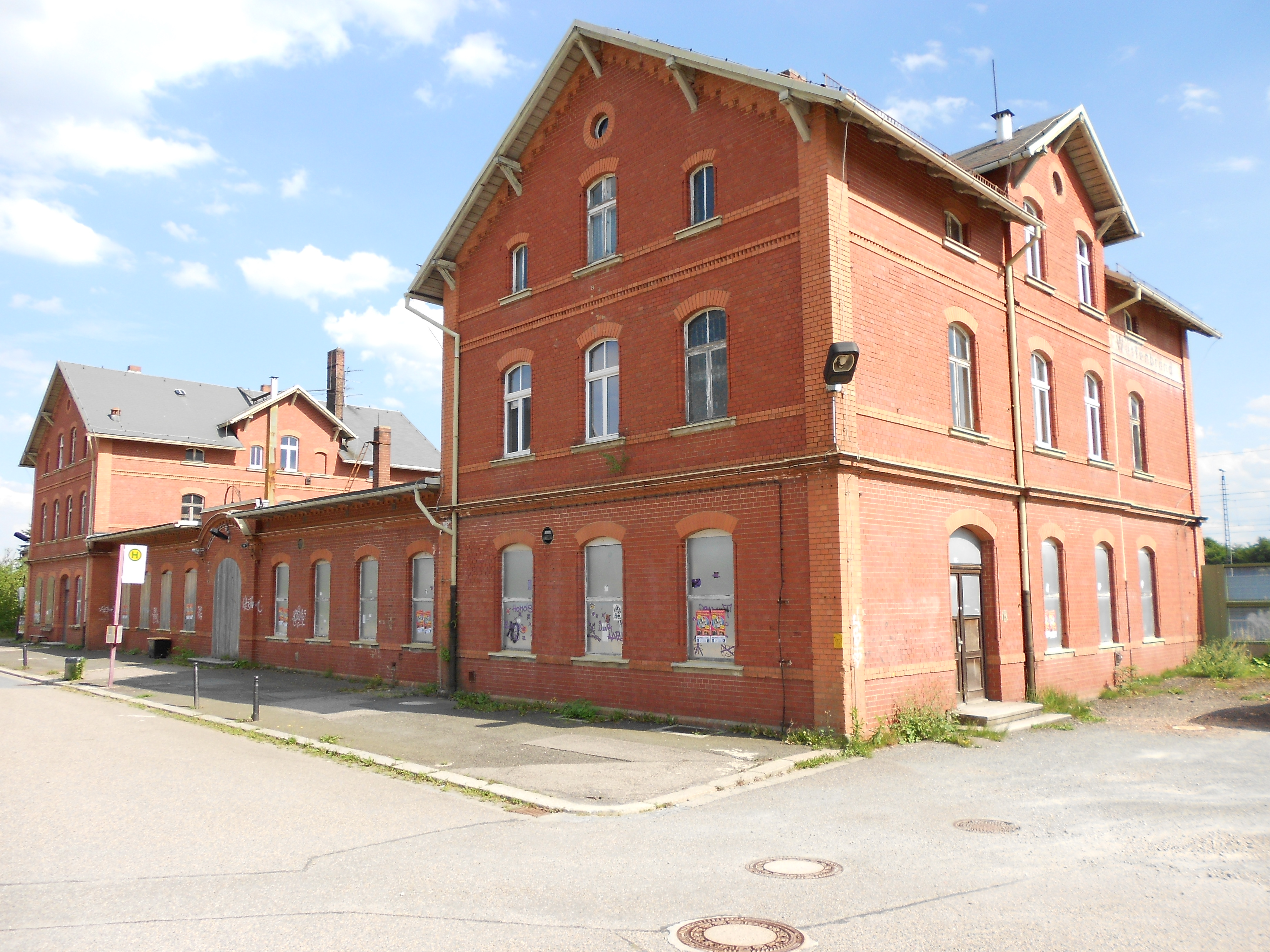
Bahnhof Wüstenbrand, Empfangsgebäude

1858 erhielt Wüstenbrand mit dem Bahnhof Wüstenbrand einen Anschluss ans Eisenbahnnetz. Heute wird nur noch die Bahnstrecke Dresden–Werdau bedient. Weiterhin lag er früher an den Bahnstrecken Neuoelsnitz–Wüstenbrand (1858–2003), Limbach–Wüstenbrand (1897–1951) und indirekt an der Industriebahn Chemnitz–Obergrüna (1903–2004). Der Bahnhof wird aktuell stündlich (in der HVZ halbstündlich) mit der Regionalbahn-Linie RB 30 Zwickau–Chemnitz–Dresden bedient. Außerdem bedienen mehrere Buslinien des Regionalverkehrs Westsachsen Wüstenbrand.
Mit den Staatsstraßen 242 und 245 führen zwei regional bedeutende Straßen durch den Ortsteil. Zudem besitzt Wüstenbrand an der Bundesautobahn 4 eine eigene Anschlussstelle.
Im Norden des Ortsteils gibt es eine Freiwillige Feuerwehr. Im Süden des Ortsteils liegt ein Gewerbegebiet.

## Persönlichkeiten
- Karl Reumuth (1886–1964), Hochschullehrer, Orthographiereformer
- Johannes Schober (1935–2016), Radrennfahrer
- Herbert Hein (* 1954), Fußballspieler